# Ballon d'Or 2005

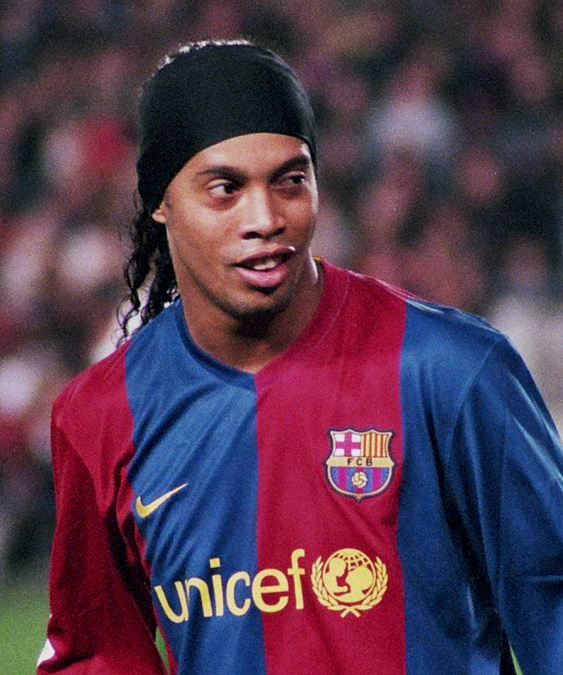
Ronaldhino

De Ballon d'Or 2005 was de 50e editie van de voetbalprijs georganiseerd door het Franse tijdschrift France Football. De prijs werd gewonnen door de Braziliaan Ronaldinho (FC Barcelona).
De jury was samengesteld uit 52 journalisten die aangesloten waren bij de volgende verenigingen van de UEFA: Albanië, Andorra, Armenië, Azerbeidzjan, Duitsland, Oostenrijk, België, Bulgarije, Wit-Rusland, Bosnië-Herzegovina, Cyprus, Kroatië, Slovenië, Slowakije, Estland, Denemarken, Spanje, Finland, Frankrijk, Wales, Georgië, Griekenland, Hongarije, Engeland, Ierland, Noord-Ierland, Faeröer-eilanden, IJsland, Israël, Italië, Letland, Litouwen, Kazachstan, Liechtenstein, Luxemburg, Macedonië, Malta, Moldavië, Nederland, Noorwegen, Polen, Portugal, Roemenië, Rusland, San Marino, Schotland, Tsjechië, Zweden, Zwitserland, Oekraïne, Turkije en Joegoslavië.
De resultaten van de stemming werden gepubliceerd in editie 3112 van France Football op 29 november 2005. 

## Stemprocedure
Elk jurylid koos de beste vijf spelers van Europa uit een shortlist van vijftig spelers. De speler op de eerste plaats kreeg vijf punten, de tweede keus vier punten en zo verder. Op die wijze werden 780 punten verdeeld, 260 punten was het maximale aantal punten dat een speler kon behalen (in geval van een tweeënvijftig koppige jury).

## Uitslag
| Plaats | Speler              | Club                     | Stemmen | Stemmen | Stemmen | Stemmen | Stemmen | Stemmen | Punten |
| Plaats | Speler              | Club                     | 1º      | 2º      | 3º      | 4º      | 5º      | Totaal  | Punten |
| ------ | ------------------- | ------------------------ | ------- | ------- | ------- | ------- | ------- | ------- | ------ |
| 1º     | Ronaldinho          | FC Barcelona             | 33      | 11      | 4       | 2       |         | 50      | 225    |
| 2º     | Frank Lampard       | Chelsea                  | 6       | 13      | 15      | 10      | 1       | 45      | 148    |
| 3º     | Steven Gerrard      | Liverpool                | 8       | 18      | 7       | 3       | 3       | 39      | 142    |
| 4º     | Thierry Henry       | Arsenal                  | 2       | 1       | 6       | 3       | 3       | 15      | 41     |
| 5º     | Andrij Sjevtsjenko  | AC Milan                 |         | 3       | 3       | 4       | 4       | 14      | 33     |
| 6º     | Paolo Maldini       | AC Milan                 | 1       | 1       | 2       | 1       | 6       | 11      | 23     |
| 7º     | Adriano             | Internazionale           |         |         | 4       | 2       | 6       | 12      | 22     |
| 8º     | Zlatan Ibrahimović  | Juventus                 |         | 1       | 2       | 4       | 3       | 10      | 21     |
| 9º     | Kaká                | AC Milan                 |         | 2       | 1       | 4       |         | 7       | 19     |
| 10º    | Samuel Eto'o        | FC Barcelona             |         | 1       | 2       | 3       | 2       | 8       | 18     |
|        | John Terry          | Chelsea                  |         | 1       |         | 3       | 8       | 12      | 18     |
| 12º    | Juninho             | Olympique Lyon           |         |         | 1       | 3       | 6       | 10      | 15     |
| 13º    | Claude Makélélé     | Chelsea                  | 1       |         | 1       |         |         | 2       | 8      |
| 14º    | Juan Román Riquelme | Villarreal               |         |         | 1       | 2       |         | 3       | 7      |
|        | Petr Čech           | Chelsea                  |         |         | 1       | 1       | 2       | 4       | 7      |
|        | Didier Drogba       | Chelsea                  |         |         | 1       | 1       | 2       | 4       | 7      |
|        | Michael Ballack     | Bayern München           |         |         |         | 3       | 1       | 4       | 7      |
| 18º    | Zinédine Zidane     | Real Madrid              | 1       |         |         |         |         | 1       | 5      |
| 19º    | Gianluigi Buffon    | Juventus                 |         |         |         | 1       | 2       | 3       | 4      |
| 20º    | Jamie Carragher     | Liverpool                |         |         | 1       |         |         | 1       | 3      |
|        | Cristiano Ronaldo   | Manchester United        |         |         |         | 1       | 1       | 2       | 3      |
|        | Michael Essien      | Olympique Lyon / Chelsea |         |         |         | 1       |         | 1       | 2      |
| 23º    | Luís García         | Liverpool                |         |         |         |         | 1       | 1       | 1      |
|        | Pavel Nedvěd        | Juventus                 |         |         |         |         | 1       | 1       | 1      |

## Referentie
- Eindklassement op RSSSF

France Football:
1956 · 
1957 · 
1958 · 
1959 · 
1960 · 
1961 · 
1962 · 
1963 · 
1964 · 
1965 · 
1966 · 
1967 · 
1968 · 
1969 · 
1970 · 
1971 · 
1972 · 
1973 · 
1974 · 
1975 · 
1976 · 
1977 · 
1978 · 
1979 · 
1980 · 
1981 · 
1982 · 
1983 · 
1984 · 
1985 · 
1986 · 
1987 · 
1988 · 
1989 · 
1990 · 
1991 · 
1992 · 
1993 · 
1994 · 
1995 · 
1996 · 
1997 · 
1998 · 
1999 · 
2000 · 
2001 · 
2002 · 
2003 · 
2004 · 
2005 · 
2006 · 
2007 · 
2008 · 
2009 · 
2016 · 
2017 · 
2018 · 
2019 · 
2021 · 
2022 · 
2023 · 
2024